# Прашки храд (замак)
Прашки храд (чеш. Pražský hrad) је замак у Прагу где су чешки краљеви, римски императори и председници Чехословачке и Чешке Републике имали своје канцеларије. Тамо је чуван крунидбени накит Бохемcке краљевине. Прашки храд је један од највећих замкова на свету (по Гинисовој књизи рекорда највећи замковни комплекс на свету) са око 570m дужине и око 130m ширине.

## Историја
Историја замка се протеже од 9. века (870.). Прва озидана грађевина је била црква Госпе. Базилика Св. Ђорђа и базилика Св. Вита су саграђене у првој половини 10. века. Први манастир у Бохемији је саграђен у двору поред цркве Св. Ђорђа. Романескна палата је подигнута током 12. века. У 14. веку, за време владавине Карла IV владарска палата је преграђена у Готичком стилу. На месту базилике Св. Вита почела је градња Готичке цркве која је завршена шест векова касније. 1485. Краљ Ладислав II започиње доградњу палате. Масивна Владиславова дворана је додата палати. Такође су саграђене нове одбрамбене куле на северној страни двора. 1541. велики пожар је уништио велики део двора. Под Хабзбурговцима су се појавиле неке нове грађевине у ренесансном стилу. Фердинанд I је саградио Белверде, летњиковац за своју жену, пољску принцезу, Ану (Летњиковац краљице Ане). Фердинандов унук цар Рудолф II је користио Прашки храд као главну резиденцију. Он је саградио северно крило палате, са Шпанским холом где је била изложена његова драгоцена уметничка колекција. Многа дела из колекције су запленили Швеђани 1648. у току Тридесетогодишњег рата. Последња велика доградња двора је била за време Краљице Марије Терезије у другој половини 18. века. Фердинанд V је после абдикације изабрао Прашки храд за свој дом.
Године 1918. двор је постао седиште председника новоосноване Чехословачке Републике. Нова владарска Палата и баште је уредио Словеначки архитекта Јоже Плечник а 1936 уређивање наставио његов следбеник Павел Јанак.
Током Нацистичке окупације Чехословачке за време Другог светског рата Прашки храд је постао главни штаб Рајнхард Хајдриха, заштитника Бохемије. Он је ставио Бохемијску круну на главу верујући да је велики краљ; стара легенда каже да је узурпатор који стави круну на своју главу осуђен да умре за годину дана. Мање од годину дана после тога Хејдрих је убијен.
После ослобођења Чехословачке у двору је била смештена комунистичка управа Чехословачке. У току Кадифне револуције Александар Дубчек је био лидер Чехословачке.
Након што се Чехословачка распала на Чешку и Словачку, двор је постао седиште председника Чешке Републике. Као што је Масарик урадио са Плечником, председник Вацлав Хавел је унајмио архитекту Шипека због неопходног пост-комунистичког унапређења двора.

## Стилови архитектуре Прашког храда
Двор садржи сваки архитектурални стил прошлог миленијума. Прашки храд садржи готичку катедралу Св. Вита, романескну базилику Св. Ђорђа, манастир и неколико палата, баште и одбрамбене куле. Већи део двора је отворен за туристе. Данас се у двору налазе неколико музеја, укључујући и Националну галерију, колекцију Бохемијске барокне уметности, изложбу посвећену Чешкој историји, Музеј играчака и галерију слика Прашког храда засновану на колекцију Рудолфа II. Шекспиров летњи фестивал се одржава у дворишту Бургав палате.
Насеље у коме се налази Прашки храд се зове Храдчани.

## Објекти у Прашком храду
| Цркве                 | Палате                     | Баште           | Остали објекти         |
| Катедрала Светог Вида | Стара краљевска палата     | Краљевска башта | Кула Далиборка         |
| Базилика Св. Ђорђа    | Летњиковац краљице Ане     | Рајска башта    | Златна улица           |
| Манастир Св. Ђорђа    | Палата Шварценберг у Прагу | Јеленова башта  | Бургав                 |
| /                     | Нова краљевска палата      | Јеленов шанац   | Кула Михулка           |
| /                     | /                          | /               | Галерија прашког замка |